# Jody Fannin
Jody Fannin (ur. 4 września 1993 roku w Chertsey) – brytyjski kierowca wyścigowy.

## Kariera
Fannin rozpoczął karierę w międzynarodowych wyścigach samochodowych w 2010 roku od startów w Ginetta Junior Championship, gdzie czterokrotnie stawał na podium, w tym dwukrotnie na jego najwyższym stopniu. Z dorobkiem 352 punktów został sklasyfikowany na czwartej pozycji w końcowej klasyfikacji kierowców. W późniejszym okresie Brytyjczyk pojawiał się także w stawce Ginetta GT Supercup, Blancpain Endurance Series, HDI-Gerling Dutch GT Championship, British GT Championship, French GT Championship, ADAC GT Masters, International GT Open oraz GT Cup UK.